# Xanthopimpla alternans
Xanthopimpla alternans là một loài tò vò trong họ Ichneumonidae.